# Колло, Серж
Серж Колло́ (фр. Serge Collot; 27 декабря 1923, Париж — 11 августа 2015, Жерза) — французский альтист и музыкальный педагог.
Окончил Парижскую консерваторию (1944) у Мориса Вьё (альт) и Артюра Онеггера (композиция). Участвовал в нескольких струнных квартетах, в 1960 году вместе с Жераром Жарри и Мишелем Турню сформировал струнное трио, выступавшее на протяжении 32 лет. В 1957—1986 гг. — солист оркестра Парижской оперы. Участвовал в музыкальных проектах Пьера Булеза; для Колло написана Секвенция для альта соло Лучано Берио.
В 1969—1989 годах — профессор Парижской консерватории. Среди учеников Колло, в частности, Жан-Поль Минали-Белла, Жан Сюлам и др.